# Alexander Freier-Winterwerb
Alexander Freier-Winterwerb (* 26. September 1986 in Berlin-Köpenick) ist ein deutscher Politiker (SPD). Seit 2023 ist er Mitglied des Abgeordnetenhauses von Berlin.

## Leben
Freier-Winterwerb legte 2008 das Abitur am Oberstufenzentrum Handel I in Berlin ab. Anschließend studierte er Arbeitslehre an der Technischen Universität Berlin und Geschichte an der Humboldt-Universität zu Berlin. Er schloss beide Studiengänge mit dem Bachelor ab. Zudem absolvierte er später ein nebenberufliches Studium der Religion und Kultur. Von 2005 bis 2021 war er im Deutschen Bundestag tätig, zuletzt als wissenschaftlicher Mitarbeiter des Abgeordneten Andreas Schwarz.
Freier-Winterwerb ist evangelisch und lebt in Alt-Treptow. Der SPD-Politiker ließ sich als Erwachsener im Alter von 31 Jahren taufen und entschied sich aus politischen Gründen für die evangelische Kirche.

## Politik
Freier-Winterwerb ist Mitglied der SPD. Von 2006 bis 2021 war er Mitglied der Bezirksverordnetenversammlung von Treptow-Köpenick, von 2016 bis 2021 als Vorsitzender der dortigen SPD-Fraktion. Von 2021 bis 2023 war er Bezirksstadtrat für Jugend und Gesundheit in Treptow-Köpenick.
Freier-Winterwerb kandidierte bei der Abgeordnetenhauswahl 2016, der Abgeordnetenhauswahl 2021 und der Wiederholungswahl 2023 im Wahlkreis Treptow-Köpenick 1. Er verpasste jeweils zunächst den Einzug ins Abgeordnetenhaus. Am 9. Mai 2023 rückte er über die Bezirksliste für Ellen Haußdörfer ins Abgeordnetenhaus nach.